# Twerking

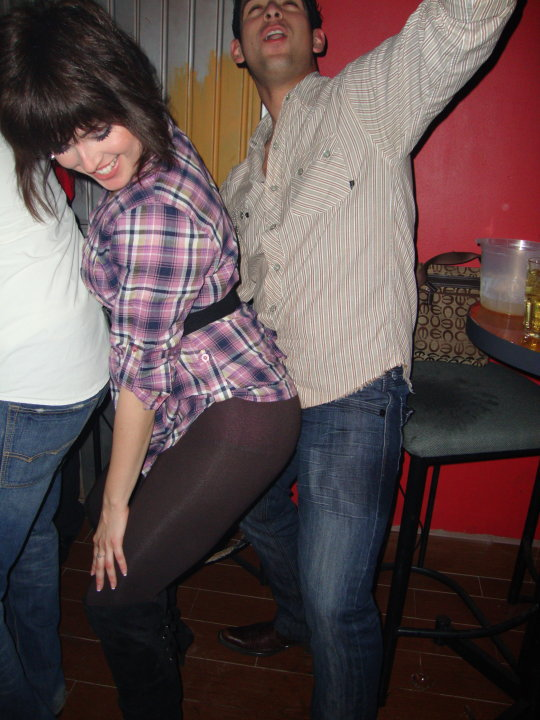
Exemple de twerking: Una de les posicions més típiques.

El twerking és una dansa ballada per a acompanyar la música popular que consisteix en empènyer els malucs en una posició aponada molt baixa. El seu origen se situa en la dansa de Costa d'Ivori makoupa i el perreo llatinoamericà. Als Estats Units es coneix també com a grinding, sinònim també de freak dancing o booty dancing. Pot ser ràpid i agressiu o lent. En qualsevol cas, l'actitud dels participants és ballar com si estiguessin tractant de seduir la parella enmig de la pista de ball amb moviments de maluc i cuixes.

## Perreo hispanoamericà
La dansa es coneix com a «perrear», per imitació dels moviments del coit en la postura del gos. El nom es va popularitzar la dècada dels 90, encara que diverses fonts assenyalen orígens i èpoques diferents. Una altra versió és que rep el nom del moviment característic d'aparellament de molts animals, especialment de la forma i moviment en què els cans mascles s'acoblen sobre de la femella. El ball també és denominat freqüentment mitjançant la metàfora «sexe vestit, sexe amb roba».

## Termes relacionats en castellà
En castellà s'empra el verb «perrear», que significa «ballar perreo». A l'home que balla perreo se l'anomena «gos» i a la dona «gossa», i més rarament «gata». Aquest nom és font de molts jocs de paraules, com ara «el gos entre les gates». A les strippers que ballen perreo se les anomena en castellà «gata sandunguera». Alhora, a Cuba s'anomena «culipandeo», relacionant-lo amb l'acte sexual, ja que aquests tres països es caracteritzen per tenir una forma de ball molt peculiar i original, també a la República Dominicana i Puerto Rico es caracteritzen per això. La forma de culipandeo d'aquestes tres nacions es caracteritza per expressar seducció a la parella amb moviments suaus i molt sensuals.

## Termes en anglès
El nom grinding (en anglès «moldre» o «picar») prové del fet que els que ballen mouen la pelvis amb un moviment rítmic (com al moldre) fregant les natges contra els altres. Booty dancing (similar a «ballar amb el cul») ve de l'expressió argot afroamericana booty («cul», «cony», «sexe»). Bumping («impacte»), freak dancing («ball desenfrenat») i houseing (de l'estil musical House) s'utilitzen amb menys freqüència.

## Origen del ball
El perreo es va originar probablement a finals de la dècada de 1990 a Puerto Rico, però es va estendre ràpidament a altres països propers com República Dominicana, Cuba, Colòmbia, Veneçuela abastant així, actualment, gairebé la majoria dels països de parla hispana. L'objectiu del ball és realitzar representacions provocatives de l'acte sexual contra els costums acceptats per la societat. En qualsevol cas, l'actitud dels participants és de ballar com si estiguessin tractant de seduir a la parella enmig de la pista de ball amb moviments lascius i sensuals.
Des de la República Dominicana es va estendre ràpidament a Cuba i als Estats Units. En l'actualitat el ball es practica principalment a Llatinoamèrica, particularment per tota la República Dominicana, Puerto Rico i Cuba, així com en els llocs dels Estats Units en els quals també es practica el merengue o la salsa: Los Angeles, Nova York i Miami.

## Protestes i provocació
Al contrari que en altres estils de ball el contacte genital no només està permès sinó que fins i tot es busca explícitament.
L'any 2000 el Tribunal Suprem d'Atlanta va emetre una sentència que va causar una certa polèmica: El club juvenil «Market» va ser tancat, el seu directors Cliff Levingston i Taylor Williams van ser condemnats a presó. El desencadenant va ser el organitzar sessions de ball en els quals menors -alguns nens de deu anys- practicaven booty dancing. En diferents escoles es van cancel·lar o van prohibir sessions de ball perquè els joves ballaven grinding. I encara que l'estil de ball de connotacions sexuals com el booty dancing en la jurisdicció nord-americana no va ser ni qüestionat ni aprovat per la seva similitud amb la còpula, «va poder però fomentar els prejudicis, particularment concernents a la promiscuïtat» i erosionar així la credibilitat dels testimonis en un judici amb jurat.
En el repartiment de premis Ballon d'Or de 2018, el moment històric de la jugadora de futbol femení noruega Ada Hegerberg, va quedar malmès, en rebre el seu Ballon d'Or, per la pregunta sexista del DJ francés Martin Solveig: ‘Do you know how to twerk?’, quan no havia fet cap pregunta semblant als guanyadors del futbol masculí.